# Львівський бронетанковий завод
Львівський бронетанковий завод — українське державне підприємство у сфері оборонної промисловості. Входить до складу Державного концерну «Укроборонпром» та розташований у м. Львові.
Підприємство займається модернізацією машин Т-72 Т-80, проводить ремонт машин БТР-60, БТР-80, БМП-1, Т-64 для потреб української армії. Виготовляються роздавальні коробки для БТР-3. Освоюється виготовлення легкого бронетранспортера ДОЗОР-Б та роздавальні коробки до БТР-4Е.

## Історія

### Створення
Пересувний бронетанковий ремонтний завод був створений як військова частина 33198 за рішенням Комітету Оборони СРСР та наказом № 26 по Головному Бронетанковому Управлінню 9 травня 1944 року, з місцем дислокації - в районі Дарниці м. Києва. Основним завданням новоствореного заводу був ремонт пошкодженої в боях під час Другої світової війни бронетанкової техніки та якнайскорішому поверненні її на фронт.
Просуваючись на захід, перебуваючи за лінією фронту та ремонтуючи бронетанкову техніку, пересувний бронетанковий ремонтний завод зупинився на околиці міста Львова. 
- серпень 1944 — ремонт Т-34, АСУ-76, яких відремонтовано та відправлено на фронт близько 1200 бойових одиниць.

Першим командиром був призначений досвідчений військовий інженер полковник Завалишин М. Ф. За перший рік було відремонтовано і відправлено на фронт більше тисячі штук Т-34, СУ-76 та іншої броньованої техніки.

### Післявоєнні роки
В післявоєнні 50-і роки заводом було освоєно капітальний ремонт танків Т-54, Т-55 та інженерної техніки на базі шасі Т-54, Т-55, а саме броньовані тягачі БТС-4, БТС-4А, БТС-4В, проведено розробку та виготовлення стендового та нестандартного обладнання.
- 1950-ті — освоєння капітального ремонту Т-54, Т-55, виготовлення стендового та нестандартного обладнання.

В 80-х роках було освоєно капітальний ремонт танків Т-72 та спеціальної інженерної техніки на їх базі.
Прийшов час проводити модернізацію раніше відремонтованих машин Т-55. Так з'явилися модернізовані Т-55М, Т-55М-2 з підсиленою ходовою частиною, системою керування вогнем «Волна», двигуном В-46-5М підвищеної потужності та квантовим танковим дальноміром КДТ-2.
- 1980-ті — освоєння танків Т-72 та спецтехніки на їх базі.

Виготовлено нову бойову машину розмінування БМР-1, освоєно капітальний ремонт інженерної машини ІМР-1 на базі танка Т-55. Одночасно завод займається виготовленням народногосподарської техніки: гусеничний кран КГС-16, гусеничний тягач ГТУ-1-05, міський пасажирський автобус ЛіАЗ-5256, міський мікроавтобус на базі шасі Газель, гусеничний трактор з конверсійної техніки ЛРМЗ-460, ЛРМЗ-580.

### В незалежній Україні
- 1990-ті — ліквідація середніх танків Т-54, Т-55, Т-62.
- з 1995 — початок випуску продукції на експорт. Виготовлення запчастин до бронетанкової техніки. Освоєння і капремонт модернізованого танка Т-72Б та випуск нового українського тягача БТС-5Б на базі Т-72, виготовлення складних агрегатів до тягачів.
- В 2000-х роках було освоєно капремонт модернізованого танка Т-72Б та випуск нового українського тягача БТС-5Б на базі Т-72, виготовлення складних агрегатів до тягачів. Одночасно проводились роботи по капітальному ремонту інженерної машини ИМР-2 на базі танка Т-72.

Станом на кінець 2012 року, на підприємстві працювало понад 900 осіб. Замовлення на ремонт танків — переважно з країн Азії та Африки.

### Російсько-українська війна
З 2014 року, фахівці Львівського БТЗ надавали допомогу Збройним Силам України у ремонті та відновленні військової техніки, яка знаходилася на довгостроковому зберіганні. Наприклад, лише у військових частинах, що дислокувалися на Дніпропетровщині, повернено до строю понад 100 одиниць бронетехніки.
Окрім роботи з військовою технікою (Т-55АМВ, Т-72Б1), завод освоїв і працював з різними видами господарської продукції та конверсійної техніки: ЛіАЗ-5256, ГАЗель, тягач ГТУ-1-0,5, бульдозери ЛРМЗ-460 і ЛРМЗ-580, КТС-16, БМР-1, ІМР-1, ІМР-2 та інші. Серед послуг мали місце: шліфування колінчастих валів автомобілів, ливарні роботи, кування, виготовлення та ремонт вантажопідйомного обладнання (стропи, траверси), хімічне покриття (хромування, оксидування, обміднення, цинкування) та термічна обробка деталей (гартування, цементація).
- з 2015 — освоєння танків Т-64 та техніки на їх базі.
- з 2015 — початок випуску бронеавтомобілів Дозор-Б[5]

У вересні 2014 року, заводом, на замовлення Міністерства оборони України, було розроблено й виготовлено легкий бронетранспортер «Дозор» — який мав перевозити десант до місця дислокації. Однак його не могли відправити в зону АТО, як повідомляв директор Львівського бронетанкового заводу Олександр Остапець: «Через бюрократичні перепони не можемо отримати для бронетранспортера двигун і коробку передач, які імпортуємо з Німеччини».
На початку квітня 2015 року, директор заводу Олександр Остапець повідомив — перед колективом поставлене державне оборонне завдання: до липня виготовити 40 одиниць нових бронеавтомобілів «Дозор-Б».
Станом на серпень 2015 року, завод передав в зону бойових дій понад 100 відремонтованих танків, до відправлення були готові п'ять танків Т-72 та п'ять розвідувальних машин.
На проекти ЛБТЗ в 2017 році було виділено 920 млн гривень. Протягом року завод мав поставити, серед іншого, 72 модернізовані танки Т-72 та 20 нових бронеавтомобілів Дозор-Б.
Восени 2018 року було оголошено, що завод готовий до серійного виробництва БРЕМ «Лев».
Протягом 1 кварталу 2019 року завод передав до війська 34 відновлених танки, тобто повноцінний танковий батальйон. Окрім того, завод, який до війни спеціалізувався на танках Т-72, освоїв  ремонт і основних бойових машин Збройних Сил України, танка Т-64. Також заводом було розроблено новий зразок БРЕМ «Зубр», який планувався до випробовувань. БРЕМ «Зубр» було розроблено у 2018 році на базі танку Т-55.
27 жовтня 2021 року, згідно повідомлення Державного концерну «Укроборонпром», Державне підприємство «Львівський бронетанковий завод», виконало держоборонзамовлення Міністерства оборони України на відновлення понад десяти броньованих тягачів середніх БТС-4 для Міністерства оборони України з одночасним покращенням їх ТТХ.
26 березня 2022 року, підприємство зазнало досить сильних ушкоджень внаслідок ракетного удару військами РФ по місту Львів. Вході російського-вторгнення в Україну.[джерело?]

## Опис
Державне підприємство «Львівський бронетанковий завод» розташоване в зручному географічному положенні. До підприємства підведена залізнична колія, побудовані складські приміщення, є вільні виробничі площі для освоєння нових видів продукції.

## Керівництво
- Директор: Олександр Миколайович Остапець — 2015 року був звільнений.

13 червня 2015 року Державний концерн «Укроборонпром» звільнив директора Державного підприємства «Львівський бронетанковий завод» Олександра Остапця через невиконання виробничих планів на підприємстві.
Влітку 2017 року, Роман Тимків, на підставі ухвали слідчого судді, був відсторонений від виконання обов'язків директора «Львівського бронетанкового заводу», що, у відповідності до норм законодавства, унеможливлювало його звільнення до закінчення строку дії відсторонення.
28 серпня 2018 року, наказом Генерального директора ДК «Укроборонпром» Павла Букіна, Роман Тимків був звільнений з посади директора ДП «Львівський бронетанковий завод». Ним були допущені неефективні рішення, які призвели до несвоєчасного ремонту військової техніки та розкрадання державного майна в особливо великих розмірах. У зв‘язку з цим, рішенням суду, ДП «Львівський бронетанковий завод» було зобов'язано сплатити штрафні санкції на користь замовника.
13 вересня 2018 року, директором ДП «Львівського бронетанкового заводу» було призначено Віктора Андрощука, який працював на заводі з 2001 року та пройшов шлях від головного механіка до головного інженера - виконуючого обов'язки директора. Віктор Андрощук, у минулому — кадровий військовий, танкіст.

## Інциденти
За підсумками 2013 року, під час державних фінансових аудитів, Державна фінансова інспекція України виявила порушення у використанні коштів на понад 211 млн грн.
На початку вересня 2014 року стало відомо, що у 2012 році посадовими особами заводу було передано конфіденційну інформацію про технічні та інші відомості танку Т-72 та БТР-80К, а також було відкрито провадження про заволодіння посадовими особами 1 млн гривень.
1 жовтня 2015 року, правоохоронці затримали колишнього директора Державного підприємства «Львівський бронетанковий завод» за підозрою в привласненні 2 млн гривень державних коштів. Шевченківський районний суд міста Львова обрав запобіжний захід у вигляді утримання під вартою для Олександра Остапця і призначив заставу в розмірі 30 млн гривень.

### Скандал у липні 2017 року
14 липня 2017 року, детективи Національного антикорупційного бюро України під процесуальним керівництвом прокурорів САП затримали низку посадових осіб Збройних Сил України та ДП «Львівський бронетанковий завод» за підозрою у вчиненні злочину, передбаченого ч.5 ст. 191 Кримінального кодексу України («Привласнення, розтрата майна або заволодіння ним шляхом зловживання службовим становищем»). Всього було затримано п'ятьох осіб: начальника ЦБТУ Озброєння ЗС України (генерал-майора), начальника відділу ЦБТУ Озброєння ЗС України (полковника), директора та заступника директора ДП «Львівський бронетанковий завод», також засновника ТОВ, залученого у схему.
У ході досудового розслідування встановлено, що службові особи ЦБТУ ЗС України, у змові зі службовими особами ДП «Львівський бронетанковий завод», засновником ТОВ та за участі фірм з ознаками фіктивності розробили та реалізували корупційну схему із закупівлі запасних частин та складових до бронетанкового озброєння і техніки, чим вчинили розтрату бюджетних коштів у 2015 році на суму 28,5 млн грн.
Суть схеми полягала у тому, що замість нових двигунів для танків Т-72 насправді було закуплено двигуни, які раніше були у використанні. До того ж ці вживані, а інколи й неробочі, двигуни у 2008—2009 роках вже були реалізовані підприємствам на внутрішньому ринку, як надлишкове майно Міноборони. Крім того, випуск цієї моделі двигунів було припинено ще з 1990-х років, про що ініціаторам схеми було добре відомо.
За словами Сергія Згурця, події відбувались таким чином: йдеться про закупівлю за державні кошти двигунів до танків Т-72 в рамках договору від 28 грудня 2015 р., укладеного між Міністерством оборони України та державним підприємством «Львівський бронетанковий завод». За цим договором мали бути закуплені танкові двигуни В-46-6 першої категорії. Проте, за твердженням НАБУ, замість двигунів 1-ї категорії були закуплені двигуни 2-ї категорії, що «обумовило надмірність вартості і нанесення шкоди державі».
Виробником двигунів В-46-6 був Челябінський завод агрегатів (Російська Федерація), випуск цих двигунів припинено. В Україні у період до 2009 р. до Центру обліку надлишкового військового майна Збройних Сил України було передано понад тисячу танків Т-72 та понад двісті двигунів типу В-46 до них.
З початком війни з Росією, з огляду на втрати важкої бронетехніки та потреби формування нових частин, було ухвалено рішення повернути Т-72 до бойового складу. Згідно з цим рішенням, з Центру обліку надлишкового військового майна Збройних Сил України було повернуто майже 300 танків Т-72. Проте жодного двигуна типу В-46 отримати назад не вдалося. Бо всі вони були до того часу розпродані.
З огляду на потреби війська, у 2014—2016 рр. ЦБТУ ЗС України було організовано ремонт на підприємствах промисловості України понад 600 двигунів до бронетехніки, у тому числі танків типу Т-72 та Т-80Б, які було повернуто до бойового складу Збройних Сил України та направлено на укомплектування танкових підрозділів Сухопутних військ та Високомобільних десантних військ ЗС України.
За відсутності двигунів до танків Т-72, з метою визначення можливих учасників (постачальників) зазначених двигунів, ЦБТУ ЗС України було проведено аналіз наданих пропозицій постачальників, кількісні показники та можливості яких відповідали потребі Збройних Сил України. Потрібна кількість двигунів та найменша ціна були надані у пропозиціях від державного підприємства «Львівський бронетанковий завод», що входить до складу ДК «Укроборонпром». Міноборони, яке за умов потрібної кількості двигунів та найнижчої ціни, заявленої заводом, уклало договір на загальну суму у 28 млн гривень на закупівлю 40 двигунів В-46-6 (майже 600 тис. гривень кожен) та декількох бортових коробок передач.
в березні 2016 р., начальником ЦБТУ ЗС України генералом Мельником було ініційовано та підписано розпорядження № 342/3/4/1362 від 25.03.2016 року щодо призначення комісії для проведення додаткової перевірки категорійності танкових двигунів В-46-6 з залученням фахівців двох військових частин, військової прийомки та військової прокуратури Західного регіону України та проведення стендових випробувань двигунів, які Львівський бронетанковий поставив армії.
У ході перевірки та випробувань було виявлено, що з 40 двигунів, три - не є двигунами типу В-46-6, а є двигунами типу В-84 і не відповідають специфікації Договору, хоча вони і пройшли випробування на стенді. Один двигун В-46-6 не пройшов випробування. Решта двигунів пройшли випробування на стенді. Також для підтвердження належності категорії двигунів до першої категорії комісією було вибірково визначено один з двигунів та проведено розбирання його основних складових частин, робочих поверхонь. При проведені замірів даного двигуна встановлено, що основні складові частини, робочі поверхні відповідають номіналу та параметрам РКД на виготовлення заводу виробника, що підтверджують безпідставне переведення категорійності двигуна до другої категорії.
За результатами роботи комісії за участі низки посадових осіб різних структур було складено Акт додаткової перевірки двигунів В-46-6 відповідно до вимог договору від 28 грудня 2015 р. Акт було затверджено начальником Озброєння Збройних Сил України. Після чого у бік Львівського бронетанкового з боку військового відомства Міноборони були заявлені штрафні санкції у розмірі 5 млн грн. з огляду на неналежне виконання умов договору щодо отих чотирьох двигунів.

### Закупівлі стрічок
В жовтні 2021 року, СБУ заявила про викриття схеми із закупівлі неякісних гусеничних стрічок до бронетехніки. Під час обшуків виявлено документацію, яка підтверджує протиправну діяльність, та партію неякісних запчастин до бронетехніки. За попередньою оцінкою фахівців-експертів у військовій сфері, вони не відповідали вказаним у тендерній закупівлі вимогам.